# Stefanie Egidy
Stefanie Egidy (* 5. April 1984) ist eine deutsche Rechtswissenschaftlerin und Hochschullehrerin an der Universität Mannheim.

## Leben und Wirken
Egidy studierte ab September 2003 Rechtswissenschaften an der Universität Würzburg. Dieses schloss sie im Februar 2009 mit dem Ersten Staatsexamen als Beste ihres Jahrgangs ab. Anschließend war sie als wissenschaftliche Mitarbeiterin von Helmuth Schulze-Fielitz in Würzburg tätig. Von 2010 bis 2011 absolvierte sie einen Masterstudiengang an der Yale Law School, den sie im August 2011 mit dem Erwerb des Master of Laws abschloss. Von September 2011 bis Februar 2013 folgten Tätigkeiten als visiting researcher, zunächst in Yale und anschließend an der Arizona State University. Ab Februar 2014 durchlief Egidy ihr Rechtsreferendariat am Oberlandesgericht Köln. Dieses schloss sie im März 2016 mit dem Zweiten Staatsexamen ab. Bereits im März 2015 war sie vom Staat New York zum Attorney at law zugelassen worden. Im Juli 2016 wurde sie von der Universität Würzburg mit der Schrift Finanzkrise und Verfassung: Demokratisches Krisenmanagement in Deutschland und den USA mit summa cum laude zur Dr. iur. promoviert. Anschließend widmete sie sich ihrer von Christoph Engel betreuten Habilitation am Max-Planck-Institut zur Erforschung von Gemeinschaftsgütern in Bonn, wo sie bereits seit 2013 als wissenschaftliche Referentin tätig war.
Noch vor Abschluss ihrer Habilitation hatte Egidy von 2018 bis 2021 einen Lehrauftrag an der Universität Frankfurt am Main inne. Von September 2022 bis Juli 2023 vertrat sie einen Lehrstuhl an der Universität Mannheim. Im Januar 2023 wurde sie von der Universität Bonn mit der Habilitationsschrift Strategische Prozessführung als Herausforderung der Judikative habilitiert und erhielt die venia legendi für Öffentliches Recht, Europarecht, Rechtstheorie und Rechtsvergleichung. Sie folgte anschließend einem Ruf der Universität Mannheim und hat damit seit Oktober 2023 als Nachfolgerin von Jan Henrik Klement den Lehrstuhl für Öffentliches Recht, Ökonomische Analyse des Rechts und Öffentliches Wirtschaftsrecht inne.
Egidys Forschungsschwerpunkte liegen derzeit im Bereich der durch die Digitalisierung aufgeworfenen Rechtsfragen der Fortentwicklung des Verwaltungsrechts sowie der Regulierung der digitalen Wirtschaft.

## Schriften (Auswahl)
- Finanzkrise und Verfassung. Demokratisches Krisenmanagement in Deutschland und den USA. Mohr Siebeck, Tübingen 2019, ISBN 978-3-16-155038-6 (Dissertation).
- Strategische Prozessführung. Eine interaktionelle Analyse von Prozessverhalten. (Habilitationsschrift, Druck noch in Vorbereitung).